# Santa Anita Zacatlamanco
Santa Anita Zacatlamanco, o simplemente Santa Anita, es una colonia del centro de Ciudad de México, siendo uno de los 141 pueblos originarios de la urbeque tiene su origen en un asentamiento prehispánico conocido como Zacatlamanco Huéhuetl y asimismo una de las 37 colonias que conforman Iztacalco. Sus límites territoriales son al norte con Viaducto Río de la Piedad, al poniente con Eje 2 Oriente Calzada de la Viga, al sur con Eje 4 Sur Av. Plutarco Elías Calles y al oriente con Calzada Coyuya. Las colonias circundantes son al norte con Asturias, perteneciente a Cuauhtémoc, Jamaica y Magdalena Mixhuca, estas dos en colindancia con Venustiano Carranza; al poniente con Viaducto Piedad y Nueva Santa Anita; al sur con Barrio Zapotla y Barrio Los Reyes y al oriente con La Cruz y Fraccionamiento Coyuya.
Se caracteriza por su celebración de la Hueyizkalilhuitl (huey = gran o grande, izkal = renovación o resurgimiento, ilhuitl = fiesta, es decir "gran fiesta de la renovación o del resurgimiento" ) que se lleva a cabo el 21 de marzo y data de la época prehispánica; así como por su iglesia dedicada a Santa Ana, que alberga la mayor cantidad de obras de arte de entre los templos de la demarcación.

## Historia

### Periodo prehispánico y colonial

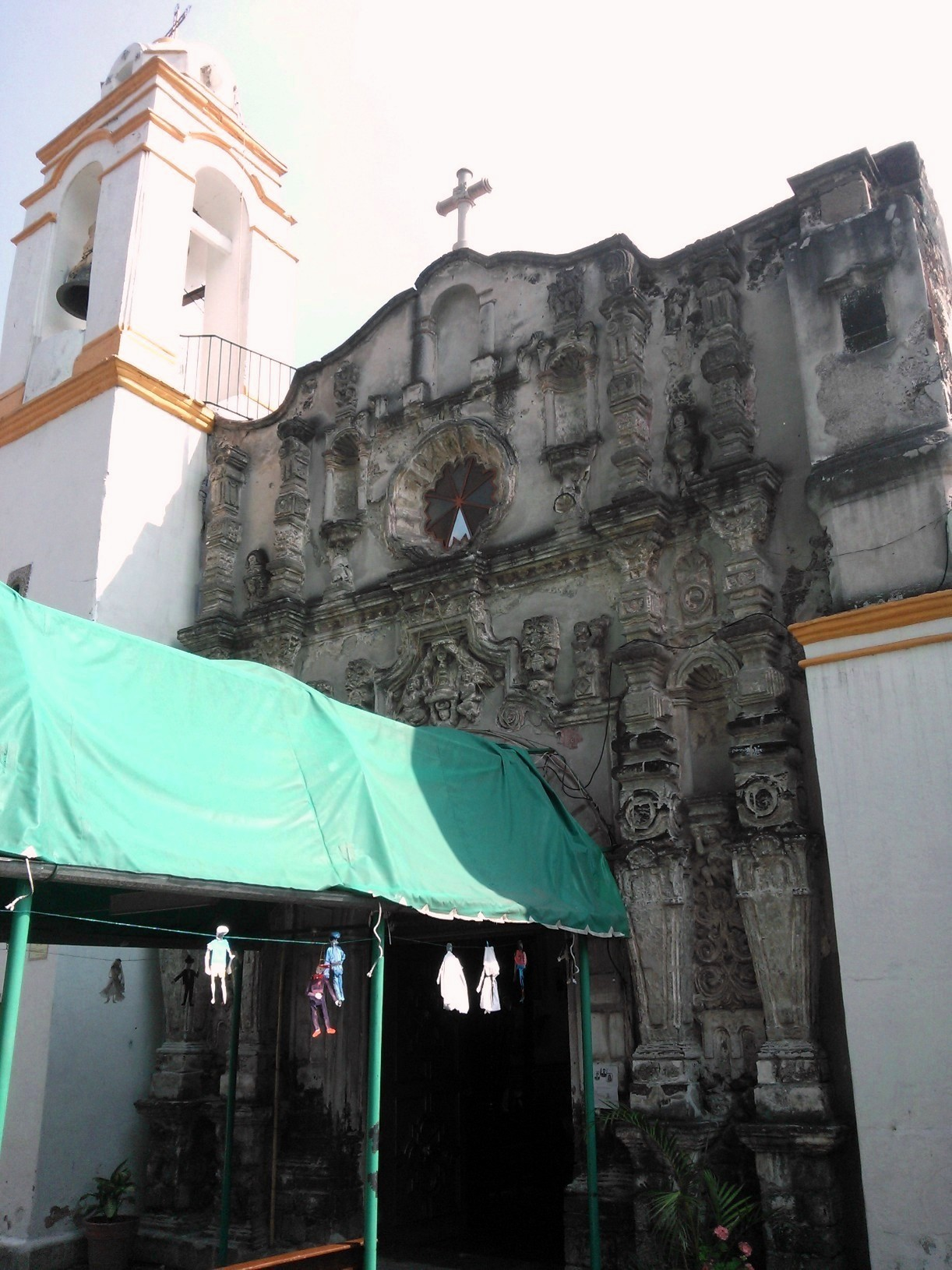
Iglesia de Nuestra Señora de Santa Ana

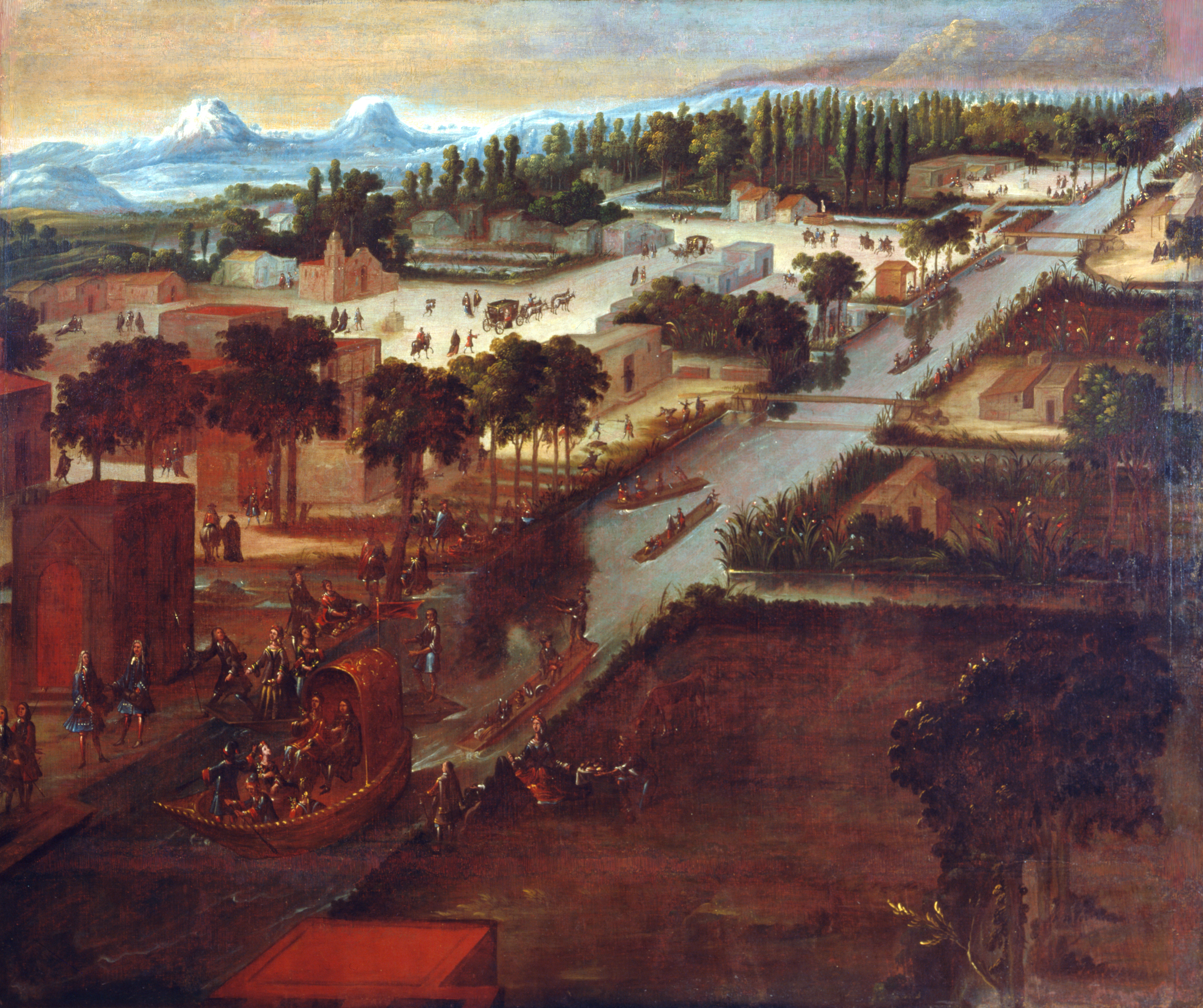
Pedro Villegas. "Paseo de la Viga con la iglesia de Iztacalco (Paseo del Virrey Don José Sarmiento y Valladares, Conde de Moctezuma, por el canal de la Viga)". 1706, México, óleo sobre lienzo.

Según el códice Xólotl, Iztacalco, Zacatlamanco y Mixhuca fueron los últimos lugares que tocó la peregrinación de los aztecas en busca de la señal de su dios Huitzilopochtli. A la llegada de los españoles Zacatlamanco era un pequeño asentamiento indígena ubicado en un islote y rodeado de chinampas. Después de la conquista de México los franciscanos establecieron en ese lugar una capilla de visita dedicada a Santa Ana. De acuerdo con el códice Santa Anita Zacatlamanco fue el Virrey Antonio de Mendoza junto con los representantes de la parcialidad de San Juan Tenochtitlan quien lo reconoció como pueblo y dio a sus habitantes los derechos de posesión de sus tierras. Durante todo el periodo colonial, Santa Ana Zacatlamanco estuvo sujeto a la jurisdicción de la parcialidad, de la cual fue tributario.
La ubicación privilegiada del pueblo, justo junto al canal de la Viga, convirtió a Santa Anita en una población de importancia, ya que el canal conectaba la Ciudad de México con los lagos de Chalco y Xochimilco y sus pueblos y Santa Anita era paso obligado para las embarcaciones provenientes de los pueblos lacustres como Xochimilco, Mixquic y Tulyehualco. A principios del siglo XVII se estableció la Alhóndiga de la Ciudad de México en el barrio de la Merced que era el punto donde entraba el canal de la Viga a la ciudad; esto propició que Santa Anita se convirtiera en una de las zonas chinamperas abastecedoras de verduras y hortalizas de la Ciudad de México, actividad que duró casi 400 años.
En 1771 el Arzobispo Lorenzana realizó una reforma parroquial, y como parte de ella, las vicarías de la Parroquia de San José de los Naturales, a la que pertenecía la capilla de Santa Anita Zacatlamanco, pasaron a formar parte del nuevo Curato de San Matías Ixtacalco, el cual comprendía los pueblos sujetos a la jurisdicción de la parcialidad de San Juan Tenochtitlan.
En 1765 llega el Visitador José de Gálvez a la Nueva España, con la intención de iniciar reformas económicas y tributarias. Una de ellas fue la reforma administrativa de las finanzas de las ciudades y pueblos españolas e indígenas. El Visitador redactó reglamentos para varias ciudades y en 1773 se empezaron a elaborar reglamentos para los pueblos de indios, conocidos como Reglamentos de bienes de comunidad. Tanto para poblados como ciudades españolas o indígenas, se exigió una disminución de los gastos y un aumento de los ingresos, así como el envío de los excedentes a las cajas reales. Lo más importante, se limitaba el gasto para fiestas y el número de éstas. Entre otros asuntos, se prohibía usar dinero de las cajas comunales para flores, cohetes y comidas comunitarias, y se ordenaba el establecimiento de una escuela con su respectivo maestro a las poblaciones que pudieran costearlo.
En el caso de Santa Anita, la escuela fue costeada con la caja de la comunidad y construida a mediados de la década de 1780, con un diseño del afamado arquitecto Francisco Antonio Guerrero y Torres y consistía en un dormitorio con cocina para el maestro, un salón para los niños y la “amiga”, o “miga”, una escuela de niñas indígenas atendida por beatas.

#### El Paseo de la Viga y el Viernes de Dolores
En 1785, el virrey Bernardo de Gálvez ordenó trazar una vía junto al canal, que iba desde la iglesia de San Pablo hasta la Garita de la Viga, que fue concluida hasta el mandato del II Conde de Revillagigedo con un primer tramo de aproximadamente kilómetro y medio y treinta metros de diámetro. Recibió, en distintas épocas, también los nombres de Paseo Revillagigedo (por Juan Vicente de Güemes), Paseo Juárez y Paseo de Ixtacalco. Las familias caminaban por el Paseo, en cuya ribera occidental había residencias y puestos de vendimia. También montaban caballos, recorrían el Paseo en carruajes por la vía aplanada o lo navegaban en embarcaciones de pasajeros.
La principal festividad de Santa Anita se llevaba a cabo el Viernes de Dolores desde tiempos coloniales. A esta popular y colorida celebración acudieron personajes como Gemelli Careri, Alexander Von Humboldt y Joel R. Poinsett, y escribieron sobre ella personajes como Madame Calderón de la Barca, Florencio María del Castillo, Ignacio Manuel Altamirano, Manuel Payno, Luis Castillo Ledón, Artemio de Valle Arizpe y Luis González Obregón.

### SigloXIX
En 1820 el virrey Juan Ruiz de Apodaca jura la Constitución de Cádiz, que establece la igualdad de derechos entre peninsulares y americanos y en consecuencia ordena la abolición de las parcialidades y su integración como ayuntamientos españoles. Un año después se proclama la Independencia de México, pero la situación de las parcialidades no cambió. La parcialidad de San Juan Tenochtitlan y su juzgado fueron abolidos y los barrios adyacentes a la ciudad fueron incorporados al Ayuntamiento de México, mientras que los pueblos que pertenecían a su jurisdicción, como Santa Anita, fueron desincorporados y formaron gobiernos propios. El 27 de noviembre de 1824 el congreso emitió un decreto por el cual los bienes que pertenecían a las parcialidades se entregarían a los pueblos que las formaban como propiedad que les pertenece.
Aproximadamente en el año de 1855 se organizaron las prefecturas y municipalidades del distrito de México, por lo que Iztacalco quedó conformado por distintos pueblos, entre ellos el pueblo de Santa Anita.

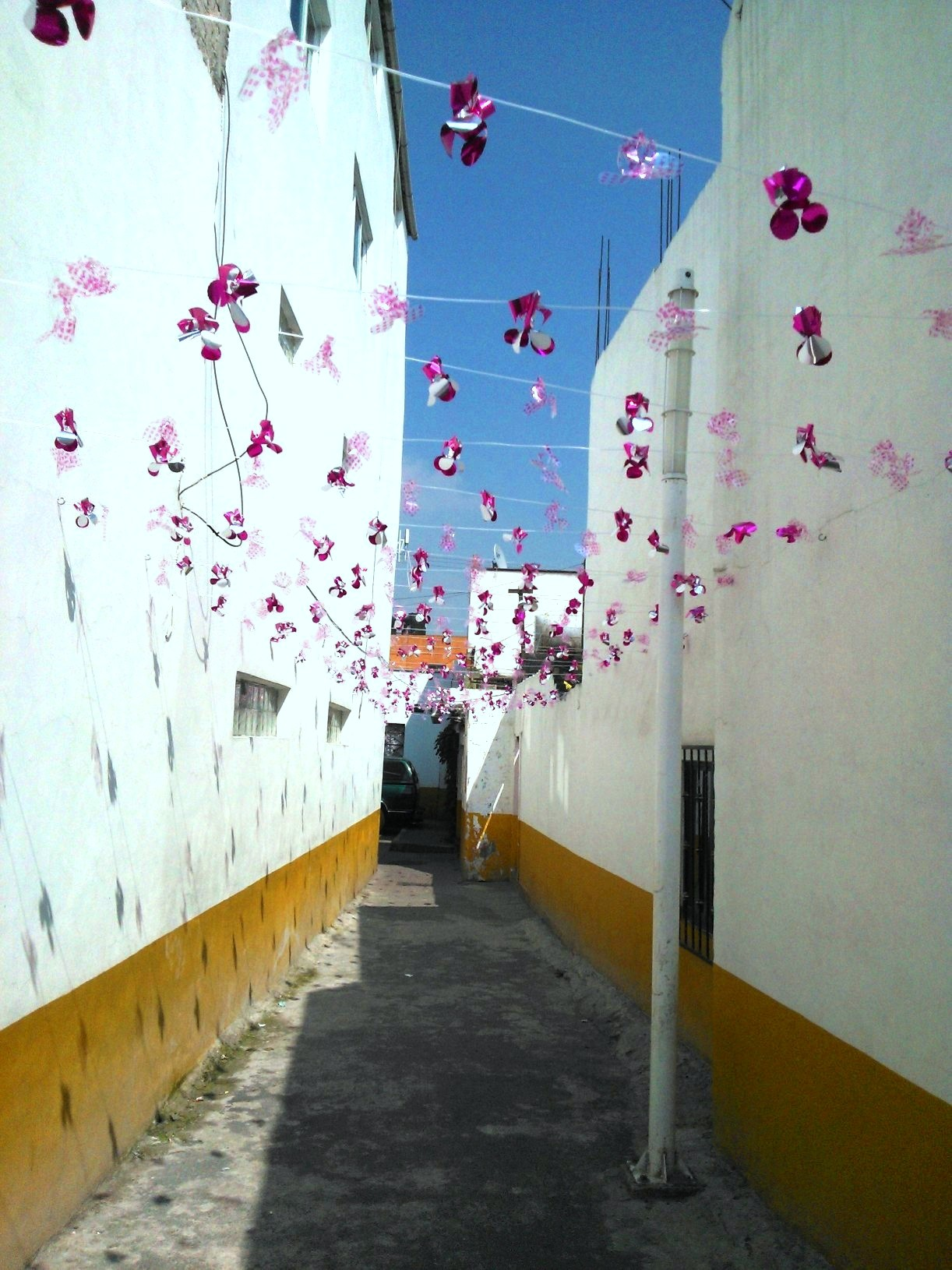
Callejones típicos.

El Paseo de la Viga convirtió al canal en un sitio recreativo, y llegó a ser el paseo favorito de la sociedad mexicana de principios del siglo XIX hasta los años treinta del siglo XX, cuando fue cegado.
Al respecto del Paseo y del pueblo Madame Calderón de la Barca escribió:

"Este paseo ahora se está poniendo de moda. Le bordea un canal, con árboles que le dan sombra, y que conduce a las chinampas y se ve siempre lleno de indios con sus embarcaciones en las que traen fruta, flores y legumbres al mercado de México. Muy temprano en la mañana, es un agradable espectáculo verlos cómo se deslizan en sus canoas, cubiertas con toldos de verdes ramas y flores."

"Fuimos la otra tarde por el canal, en una gran canoa provista de un toldo hasta el pequeño pueblo de Santa Anita, y vimos por primera vez las famosas chinampas, o jardines flotantes, que ahora están fijos y cubiertos con legumbres que se entremezclan con las flores. Viven junto a ellas, en unas pobres chozas los indios, que llevan a vender sus productos a la ciudad. Vimos coliflores, chiles, tomates, coles y otras verduras..." Madame Calderón de la Barca.

En 1888 el compositor Juventino Rosas escribió en Santa Anita su obra Sueño de las Flores.
En 1899 los pioneros del cine Mexicano Guillermo y Manuel Becerril filman en Santa Anita la "vista" Paseos en Santa Anita.

### SigloXX

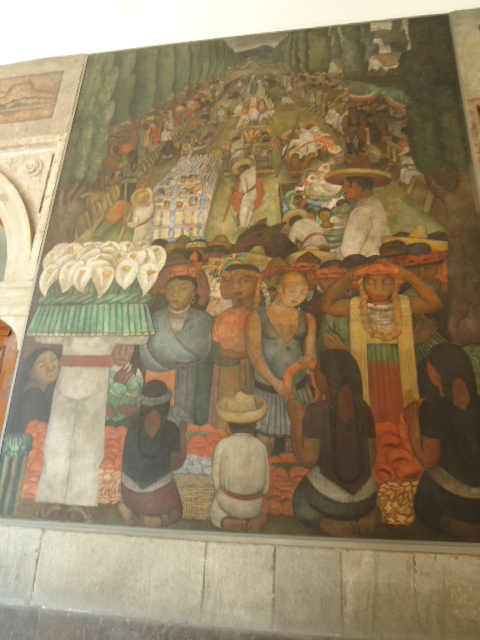
Mural de Diego Rivera Viernes de Dolores en el canal de Santa Anita en la SEP

En 1913 el pintor Alfredo Ramos Martínez fue nombrado director de la Academia Nacional de Bellas Artes y fundó en Santa Anita la Escuela de Pintura al Aire Libre, conocida como El Barbizón, nombre que hacía referencia a la Escuela de Barbizon en Francia. El objetivo de la escuela era alejarse de los academicismos y formalismos porfirianos, utilizar como modelo la naturaleza, el entorno cotidiano y David Alfaro Siqueiros fue uno de sus promotores principales. La vida de la escuela fue efímera ya que fue cerrada tan sólo un año después de su apertura por el Dr. Atl, quien quedó a cargo de la Academia de Bellas Artes en 1914. Aunque la Escuela fue considerada en su momento un proyecto novedoso, también generó polémica entre los críticos de arte de la época. Tuvo como estudiantes a artistas como Lola Cueto, Ramon Alva de la Canal, Emilio Amero y Agustín Lazo Adalid.
A principios del siglo XX comenzó la decadencia del canal de la Viga y la zona chinampera central. El aumento de población provocó la expansión de la ciudad al oriente, lo que llevó a la ocupación de tierras sin planeación con fines industriales y residenciales, y con estos asentamientos vino la necesidad de más avenidas y la entubación de los ríos. El canal de la Viga perdió caudal hasta convertirse paulatinamente en un lecho cenagoso y posteriormente en basurero. Fue declarado de alto riesgo para la salud pública y a partir de 1940 comenzó a ser rellenado. En 1957 fue pavimentado y se convirtió en la Calzada de la Viga.
Con la desecación del canal de la Viga, el pueblo de Santa Anita perdió sus canales y sus chinampas y para los años sesenta las tierras restantes fueron fraccionadas y urbanizadas y el pueblo fue dividido en varias colonias, quedando delimitada la parte más antigua del pueblo como la colonia Santa Anita.

## Santa Anita en la actualidad
Santa Anita es una colonia, cuyos habitantes más antiguos luchan por conservar sus tradiciones y festividades. Aún sus pobladores originarios se conocen por familias, aunque ha llegado gente de otros sitios por la creciente urbanización y construcción de cada vez más departamentos. Estas personas la buscan por su ubicación, pues está bien conectada por vialidades importantes como Viaducto, Calzada de la Viga, Congreso de la Unión y Plutarco Elías Calles, además de contar con estaciones del Metro, Metrobús, rutas de microbuses y camiones de rtp.
A principios de la década del 2000, surgen varias propuestas para recuperar el canal de la Viga, o algunos de sus tramos, siguiendo el modelo del río de San Antonio en Texas con el fin de regresarle en parte su paisaje histórico a los barrios tradicionales del pueblo de Iztacalco y Santa Anita y contar con un río vivo para la zona central de la Ciudad de México. Uno de los argumentos es que el canal de la Viga era el último tramo del río Ameca, el cual baja del volcán Iztaccíhuatl y que de los 72 kilómetros de éste, solo los últimos diez correspondían al canal de la Viga, por lo que aún existen 62 kilómetros del canal que van desde Ermita Iztapalapa hasta las faldas del Iztaccíhuatl donde nace el río Ameca y algunos de estos tramos se encuentran a cielo abierto y han sido recuperados, como por ejemplo el Canal Nacional. La propuesta aún no ha sido considerada por el Gobierno del Distrito Federal

## Festividades
La fiesta principal de Santa Anita se lleva a cabo el 26 de julio y es la fiesta de Santa Ana de Nazaret, la Patrona del barrio, la cual es conocida por los lugareños como “Nuestra Abuelita". También se celebran el carnaval y una festividad conocida como Ue-izkal-ilhuitl (fiesta de los retoños o fiesta de primavera) que destaca por su origen prehispánico.

### Fiesta de los retoños o fiesta de primavera
Se lleva a cabo el 21 de marzo en la Plaza Hidalgo. Las personas que acuden a participar en esta festividad se reúnen en la plaza vestidas de blanco o de blanco con azul, lo que representa el agua. A las doce del día se lleva a cabo una ceremonia en la que se festeja la llegada de la primavera, se toca música prehispánica empleando instrumentos como el caracol, el teponaztli, el huéhuetl y otros.

## Santa Anita en el arte
Los canales de Santa Anita y la fiesta del Viernes de Dolores fueron tema recurrente en la obra de los pintores Joaquín Clausell y Diego Rivera.

## Sitios de interés
- Iglesia de nuestra señora de Santa Ana
- Plaza Hidalgo

## Transporte
Sobre la avenida Eje 2 Oriente Congreso de la Unión (a dos cuadras de la Plaza Hidalgo) se encuentra la estación Santa Anita del Metro de la Ciudad de México que corresponde a las líneas   y .

## Residentes célebres
- Irineo Castillo
- Arturo García Ortiz "Rey bucanero" (1975) Luchador profesional
- Pedro Ortiz Villanueva "Pirata Morgan" (1962) Luchador profesional y entrenador
- Juan Luis Silis (1981) Torero
- Desiderio Amador Vázquez López (1921-?) Abogado, profesor y escritor
- Juan Román Manzo (1958-?) Futbolista, escritor  y mentor  de Santa Anita.

## Geografía física

### Límites
| Noroeste: Asturias Cuauhtémoc         | Norte: Jamaica Venustiano Carranza              | Nordeste: Magdalena Mixhuca Venustiano Carranza |
| Oeste: Viaducto Piedad Iztacalco      |                                                 | Este: La Cruz Iztacalco                         |
| Suroeste: Nueva Santa Anita Iztacalco | Sur: Barrio Zapotla, Barrio Los Reyes Iztacalco | Sureste: Fraccionamiento Coyuya Iztacalco       |